# Großherzoglich Mecklenburgisches Feldartillerie-Regiment Nr. 60
Das Großherzoglich Mecklenburgische Feldartillerie-Regiment Nr. 60 war ein von 1899 bis 1919 bestehender Truppenteil der Artillerie der Preußischen Armee.

## Geschichte
Am 25. März 1899 (Stiftungstag) erfolgte zum 1. Oktober aus der I. und IV. Abteilung in Altona die Bildung des Großherzoglich Mecklenburgischen Feldartillerie-Regiments Nr. 60. Der Neubau der städtischen Kaserne hatte der Umbildung vorausgehen müssen. Ebenso der Bau der Messe, die an einem der schönsten Punkte der Residenzstadt mit dem Blick auf das Schloss gelegen ist.
Zum Feldzug in Deutsch-Südwestafrika, der den Aufstand der Nama und Hereros unterdrückte, entsandte das Regiment 1905: drei Offiziere, mehrere Unteroffiziere und Mannschaften.
1911 nahm das Regiment an den Kaisermanövern in der Gegend von Woldegk teil. Ihnen ging eine Parade vor dem Kaiser Wilhelm II. in Hamburg voraus.
Das folgende Jahr brachte die Umwandlung der II. Kanonen- in eine Haubitzabteilung. Die Haubitze war eine Rohrrücklaufhaubitze 98/09. Die Feldkanone war ein gutes Geschütz, doch trug sie nicht so weit im Gegensatz zur französischen Feldkanone. Sie hieß Kanone 96 n.A. und wurde 1906 mit Schutzschilden und Rohrrücklaufbremse bei der I. Abteilung eingeführt. Das Rundblickfernrohr erhielt sie erst Jahre später.
Am 5. Mai 1913 fand die Feier des 100-jährigen Jubiläums des Mecklenburgischen Artilleriekorps statt, das am 25. März 1813 gebildet worden war. Viele Tausend Veteranen und ehemalige Angehörige der mecklenburgischen Artillerie waren gekommen; die Parade, an der das Regiment unter Oberst Wilhelm von Woyna und sämtliche Angehörige nach Batterien getrennt teilnahmen, nahm der Großherzog Friedrich Franz IV. ab, ebenso den Vorbeimarsch. Am Nachmittag folgten ein Festessen und gemütliches Beisammensein in den einzelnen Batterien. Der Parade ging am vorhergehenden Nachmittag im Beisein des Großherzogs ein Reiterfest voraus, das Major von Aigner leitete. Offiziere, Unteroffiziere und Mannschaften nahmen an den Vorführungen teil.
Dem Korpsmanöver des IX. Armee-Korps, das im gleichen Jahr in der Gegend von Schwerin stattfand, wohnte die großherzogliche Familie bei; am letzten Tage erfolgte ein Vorbeimarsch sämtlicher mecklenburgischer Truppen, mit Ausnahme des in Colmar stationierten Großherzoglich Mecklenburgischen Jäger-Bataillons Nr. 14, vor dem Großherzog auf dem Alten Garten.
Das folgende Jahr 1914 führte zur Schießübung in das Munsterlager. Am Montag, dem 27. Juli 1914, traf das Regiment dort ein. Am Mittwoch kam der Befehl, dass das Regiment umgehend nach Schwerin zu verladen ist. Am Freitag das amtliche Telegramm: „Drohende Kriegsgefahr“.

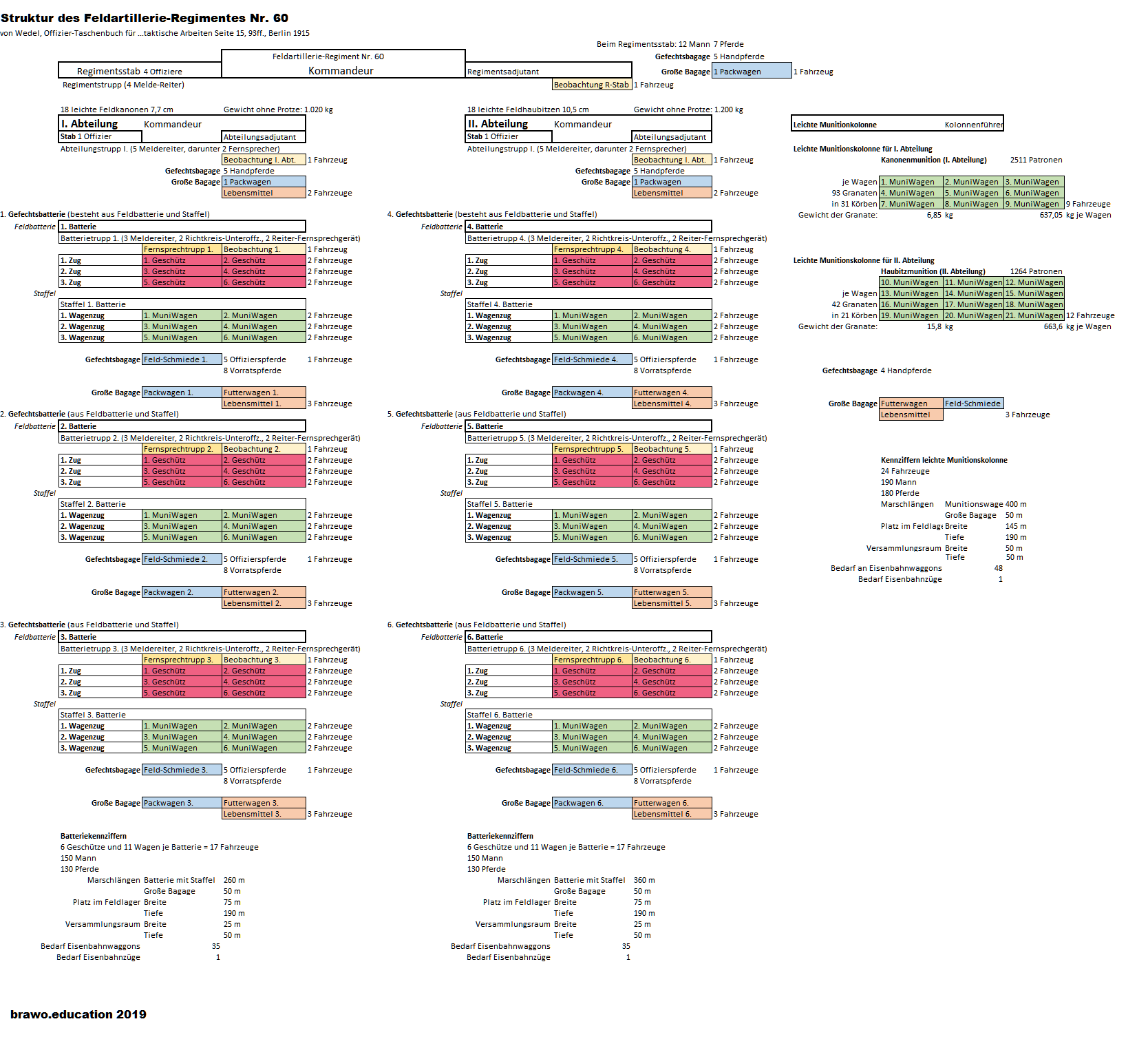
Struktur des Großherzoglich Mecklenburgischen Feldartillerie-Regiments Nr. 60, Anfang August 1914

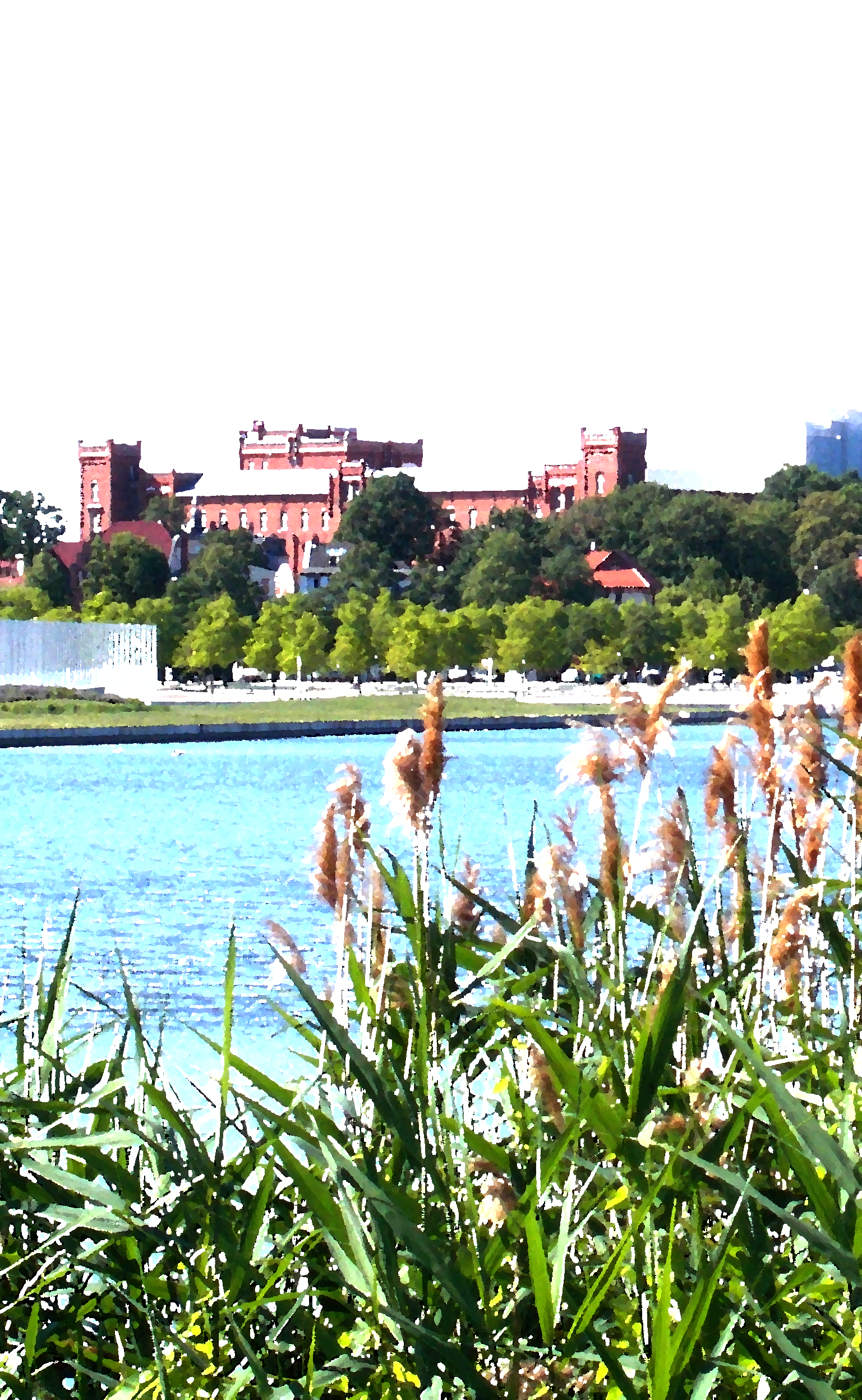
Artilleriekaserne in Schwerin - über den Burgsee fotografiert

### Erster Weltkrieg

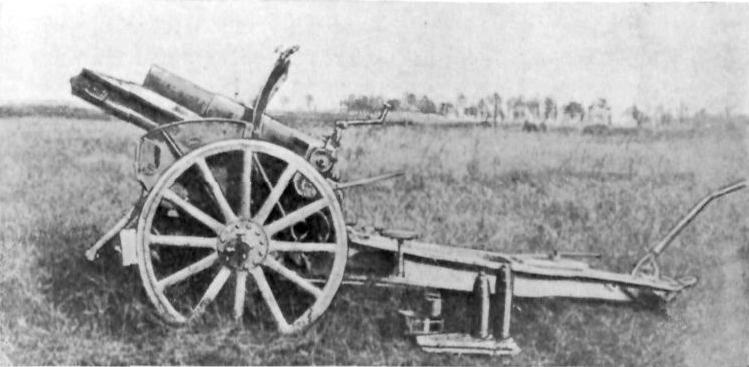
10.5 cm Feldhaubitze 98/09

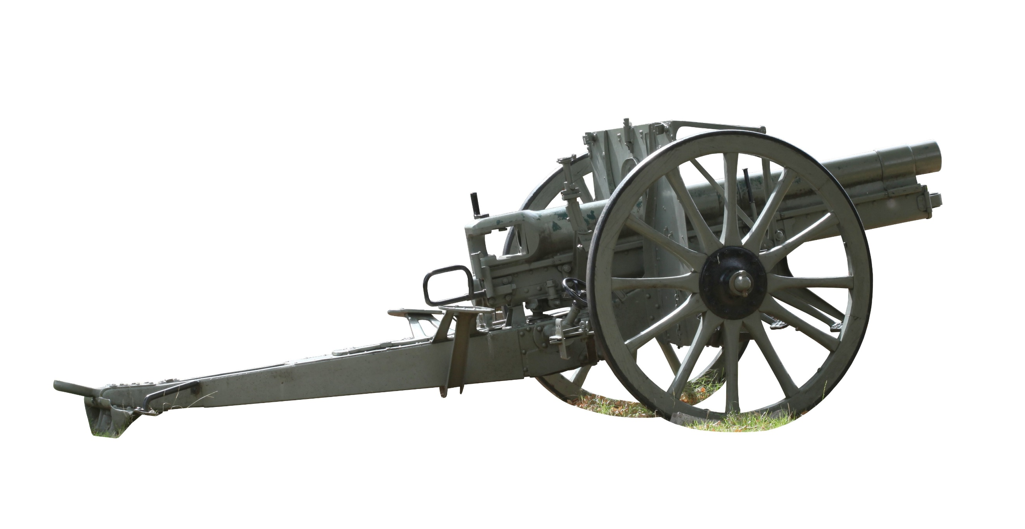
Feldkanone 96 n.A. 7,7 cm

Am 31. Juli 1914, gegen 15:00 Uhr traf das Telegramm des Generalkommandos des IX. Armee-Korps (Altona) beim Regiment ein. In einer Randnotiz stand auf Seite 2 der hiesigen Lokalzeitung, die Mecklenburgische Zeitung vom 1. August 1914 in seiner Abendausgabe:
„Verbot: Das Großherzogliche Ministerium des Innern gibt bekannt: Nach dem Erlasse des kommandierenden Herrn Generals des IX. Armeekorps zu Altona vom 31. Juli d.J., betreffende Erklärung des Kriegszustandes, sind Veröffentlichungen und Mitteilungen über militärische Angelegenheiten unbedingt zu unterlassen; Übertretungen dieses Verbotes werden auf das Strengste bestraft.“
Mit dem Mobilmachungsbefehl des Kaisers vom 1. August 1914 begannen auch im Feldartillerie-Regiment Nr. 60 die Tätigkeiten der beschleunigten Heranführung von Truppen für das Moment der strategischen Überraschung des erklärten Feindes, Frankreich. An das Russische Reich erging dennoch bereits am 1. August die offizielle Kriegserklärung des Deutschen Reiches.
Mobilmachungsplan: (wahrscheinliche Variante)
Die aktiven Offiziere und Mannschaften sowie die eintreffenden Reservisten haben die Mobilmachung durchzuführen und planmäßig zu beenden:
A. Bis zum Abend des 1. Mobilmachungstages 18:00 Uhr sind marschbereit: Stab II. Abteilung, 4., 5. und 6. Batterie. 4., 5. und 6. Batterie ohne 3. Züge.
B. Beginn der beschleunigten Durchführung des Truppentransports II. Abteilung/FAR-60 mit Stab II. Abteilung, 4., 5. und 6. Batterie ohne 3. Züge sowie mit je zwei Staffeln je Batterie, vom Güterbahnhof Schwerin, am 1. Mobilmachungstag bis spätestens 24:00 Uhr.
C. Bis zum Abend des 5. Mobilmachungstages: Die 3. Züge der II. Abteilung treten unter Kommando I. Abteilung/FAR-60 und werden auf Kriegsstärke gebracht.
D. Bis zum Abend des 7. Mobilmachungstages: Herstellung der vollen Marschbereitschaft von Regimentsstab, Stab I. Abteilung, 1., 2. und 3. Batterie, Leichte Munitionskolonne I. und II. Abteilung sowie für die 3. Züge der II. Abteilung/FAR-60.
Unterstellung unter das Kommando der 34. gemischten Brigade
Die II. Abteilung des Feldartillerie-Regiments Nr. 60 (Abkürzung: II./FAR-60) tritt am 2. August 1914, gegen 20:00 Uhr den Eisenbahntransport bis in die Gegend Aachen an. Ausladeort Herzogenrath, 12 km nördlich Aachen. Ausladung der II. Abteilung/FAR-60 am 3. August 1914, ca. 20:00 Uhr.

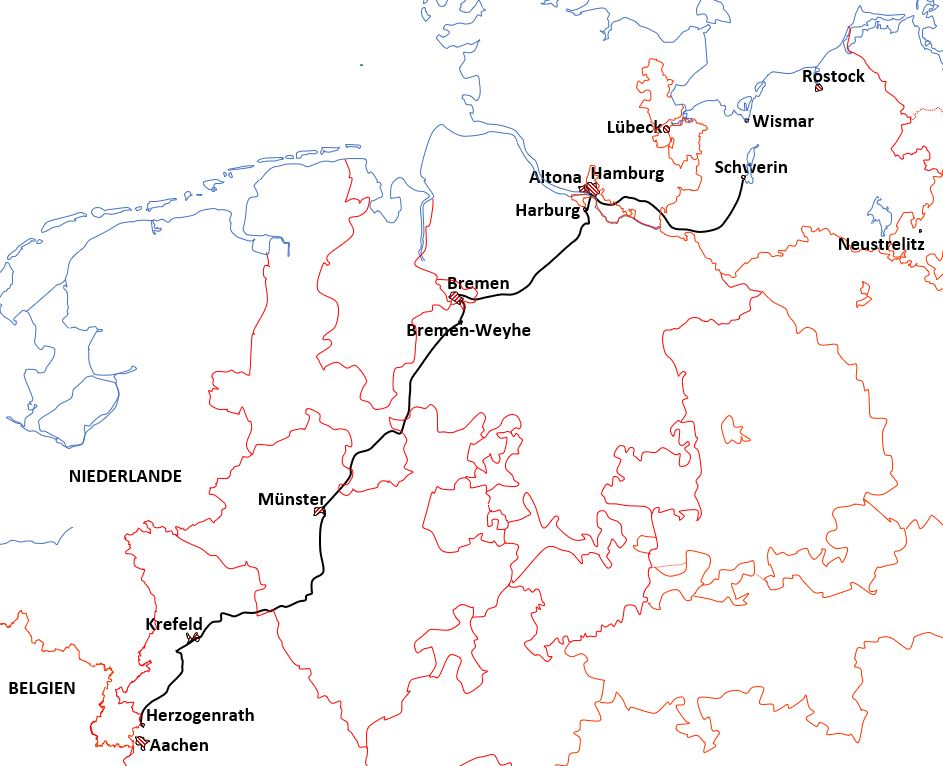
Eisenbahnroute der II. Abteilung/FAR-60 zur beschleunigten Heranführung in den Bereitstellungsraum

Nach dem Erreichen des Zielortes, Unterstellung der II. Abteilung unter den Befehl der 34. gemischten Brigade.
Bildung der 34. gemischten Brigade am 4. August 1914, 08:00 Uhr im Preußenwald, südwestlich Aachen.
Die 34. gemischte Brigade war mit weiteren fünf Brigaden sowie dem Höheren Kavallerie-Kommando Nr. 2 mit der Aufgabe betraut, die Festungsstadt Lüttich zu überrumpeln (im Handstreich zu nehmen), in der Folge die zwölf Forts um Lüttich, mit Verstärkungen und frisch herangeführten Kräften auszuschalten und den Raum für die strategische Entfaltung der 1., 2. und 3. Armee vorzubereiten.

#### Gefechtskalender

##### 1914
- 04. bis 14. August – Kämpfe um die Eroberung von Lüttich und seines Fortsgürtel[3]
- 18. bis 19. August – Schlacht an der Gete
- 23. bis 24. August – Schlacht bei Mons
- 26. August – Gefecht bei Genly, als Teil Fortsetzung der Schlacht bei Mons
- 30. August – Schlacht bei St. Quentin
- 04. September – Gefechte bei Viels-Maisons–Montmirail
- 05. September – Gefechte bei Leuze
- 06. bis 7. September – Gefechte bei Montceau–Esternay
- 05. bis 9. September – Schlacht am Ourcq
- 10. September – Nachhutgefechte bei Neuilly, St. Front und Crépy en Valois
- ab 12. September – Schlacht an der Aisne
  - 21., 23. und 25. Dezember – Kämpfe im Bois St. Mard

##### 1915
- bis 12. Oktober – Kämpfe an der Aisne
  - 08. bis 14. Januar – Schlacht bei Soissons (4. und 6. Batterie)
  - 17. Januar bis 19. September – Stellungskämpfe westlich Roye–Noyon
- 16. Oktober bis 3. November – Herbstschlacht in der Champagne
- ab 4. November – Stellungskämpf in der Champagne
  - 7. Dezember – Einnahme der Arbre-Höhe 193, westlich Tahure

##### 1916
- bis 15. Juni – Stellungskämpfe in der Champagne
  - 27. Februar – Fortnahme der Navarin-Stellung
  - 27. Mai – Patrouillen-Unternehmen westlich Navarin-Ferme
- 05. Juli bis 30. September – Schlacht an der Somme
- 01. Oktober bis 24. Dezember – Stellungskämpfe im Artois

##### 1917
- 09. Januar bis 15. März – Stellungskämpfe an der Somme
- 16. bis 18. März – Stellungskämpfe vor der Siegfried-Front
- 09. Juni bis 21. Juli – Vorbereitungskämpfe für die Sommerschlacht in Flandern
- 21. Juli bis 1. August – Sommerschlacht in Flandern
- 02. August bis 23. September – Kämpfe in der Siegfried-Stellung
- 24. September bis 12. Oktober – Herbstschlacht 1917 in Flandern
- ab 15. Oktober – Stellungskämpfe im Artois

##### 1918
- bis 7. März – Stellungskämpfe im Artois
- 08. bis 20. März – Aufmarsch zur Großen Schlacht in Frankreich
- 21. März bis 6. April – Große Schlacht in Frankreich
  - 21. bis 23. März – Durchbruchsschlacht Monchy–Cambrai
  - 24. bis 25. März – Schlacht bei Bapaume
  - 25. März – Gefecht bei Sapignies
- 05. April – Gefecht bei Burcquoy
- 07. bis 12. April – Kämpfe zwischen Arras und Albert
- 24. Mai bis 22. Juni – Kämpfe zwischen Arras und Albert
- 29. Juli bis 3. August – Die bewegliche Abwehrschlacht zwischen Marne und Vesle
- 04. August bis 3. September – Stellungskämpfe an der Vesle
- 04. bis 18. September – Kämpfe vor der Siegfried-Stellung
- 19. bis 27. September – Kämpfe in der Siegfried-Stellung
- 28. bis 29. September – Stellungskämpfe nördlich Ailette
- 30. September bis 9. Oktober – Abwehrschlacht in der Champagne und an der Maas
  - 8. September – Kämpfe bei Bemont-Ferme
- 10. bis 12. Oktober – Kämpfe vor der Hunding- und Brunhildfront
  - 10. bis 12. Oktober – Kämpfe vor der Aisne- und Airefront
- 13. bis 16. Oktober – Kämpfe an der Aisne und Aire
- 17. bis 25. Oktober – Abwehrschlacht in der Champagne und an der Maas
  - 17. bis 25. Oktober – Abwehrkampf zwischen Argonnen und Maas
- 26. Oktober bis 1. November – Abwehrschlacht in der Hundingstellung
- 02. bis 4. November – Stellungskämpfe an der Aisne
- 05. bis 11. November – Rückzugskämpfe vor der Antwerpen–Maas-Stellung
- 11. November – Waffenstillstand von Compiègne
- ab 12. November – Räumung des besetzten Gebietes und Marsch in die Heimat

### Verbleib
Nach dem Waffenstillstand kehrte der Verband in die Garnison nach Schwerin zurück, wurde ab dem 1. Februar 1919 demobilisiert und Ende Mai 1919 aufgelöst. Aus Teilen bildeten sich verschiedene Freiformationen, so das Freiwilligen Feldartillerie-Regiment 60 und weitere Freiwilligen-Batterien. Die Teile des Freiwilligen Feldartillerie-Regiments 60 ging bei der Bildung der Vorläufigen Reichswehr als Stab der I. Abteilung im leichten Reichswehr-Artillerie-Regiment 9 auf.
Die Tradition übernahm in der Reichswehr durch Erlass des Chefs der Heeresleitung General der Infanterie Hans von Seeckt vom 24. August 1921 die Ausbildungs-Batterie des 2. (Preußisches) Artillerie-Regiments in Schwerin. In der Wehrmacht führte das Artillerie-Regiment 12 in Schwerin und Rostock die Tradition fort.

## Regimentschef
Kaiser Wilhelm II. ernannte am 25. März 1913 Großherzog Friedrich Franz IV. zum Regimentschef.

## Kommandeure
| Dienstgrad            | Name                      | Datum                                   |
| --------------------- | ------------------------- | --------------------------------------- |
| Oberst                | Max von Hanstein          | 01. Oktober 1899 bis 13. September 1900 |
| Oberstleutnant/Oberst | Ludwig von Aster          | 14. September 1900 bis 10. April 1906   |
| Oberstleutnant/Oberst | Friedrich von Reichenbach | 24. April 1906 bis 21. Mai 1912         |
| Oberst                | Wilhelm von Woyna         | 22. Mai 1912 bis 3. Februar 1914        |
| Oberst                | Otto von Fumetti          | 17. Februar 1914 bis 12. September 1916 |
| Major                 | Gebhard Gans zu Putlitz   | 13. September 1916 bis 29. Oktober 1918 |
| Major                 | Wilhelm von Liebenau      | 30. Oktober 1918 bis 24. Januar 1919    |
| Oberstleutnant        | Max von Peschke           | 25. Januar bis Februar 1919             |
| Oberstleutnant        | Viktor von Aigner         | Februar 1919 bis Auflösung              |

## Erinnerung

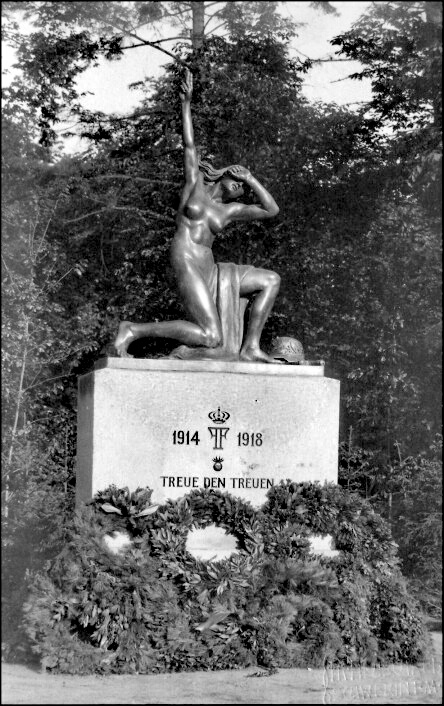
Denkmal

1923 wurde gegenüber den bis heute erhaltenen Schweriner Artilleriekasernen das Bronzedenkmal „Kriemhild“ nach einem Entwurf von Wilhelm Wandschneider für die Gefallenen des Regiments errichtet. Es wurde am 27. Mai 1923 enthüllt; nach 1945 fiel es der Zerstörung zum Opfer.